# John Forbes (teolog)
John Forbes, född den 2 maj 1593, död den 29 april 1648, var en skotsk teolog, son till Patrick Forbes, biskopen av Aberdeen.
Forbes, som var professor i Aberdeen 1620–1639, var ivrig motståndare till the Covenant och försvarade i flera skrifter den biskopliga författningen.